# 沖縄県保育所一覧
沖縄県保育所一覧（おきなわけんほいくしょいちらん）は、沖縄県の保育所の一覧。

## 公立保育所

### 那覇市
- 那覇市めおと橋保育所
- 那覇市当蔵保育所
- 那覇市松川保育所
- 那覇市樋川保育所
- 那覇市宇栄原保育所
- 那覇市久場川保育所
- 那覇市与儀保育所
- 那覇市松山保育所
- 那覇市石嶺保育所
- 那覇市赤平保育所
- 那覇市泊保育所
- 那覇市大道保育所
- 那覇市城北保育所
- 那覇市鏡原保育所
- 那覇市大名保育所
- 那覇市若狭浦保育所

### 沖縄市
- 沖縄市山内保育所
- 沖縄市安慶田保育所
- 沖縄市諸見里保育所
- 沖縄市嘉間良保育所
- 沖縄市胡屋あけぼの保育所
- 沖縄市美里保育所
- 沖縄市知花保育所
- 沖縄市宮里保育所
- 沖縄市越来保育所
- 沖縄市泡瀬保育所
- 沖縄市南桃原保育所

## 私立保育所
カトリック保育園